# 센트비
센트비은 대한민국의 서비스기업이다.